# Monostatos

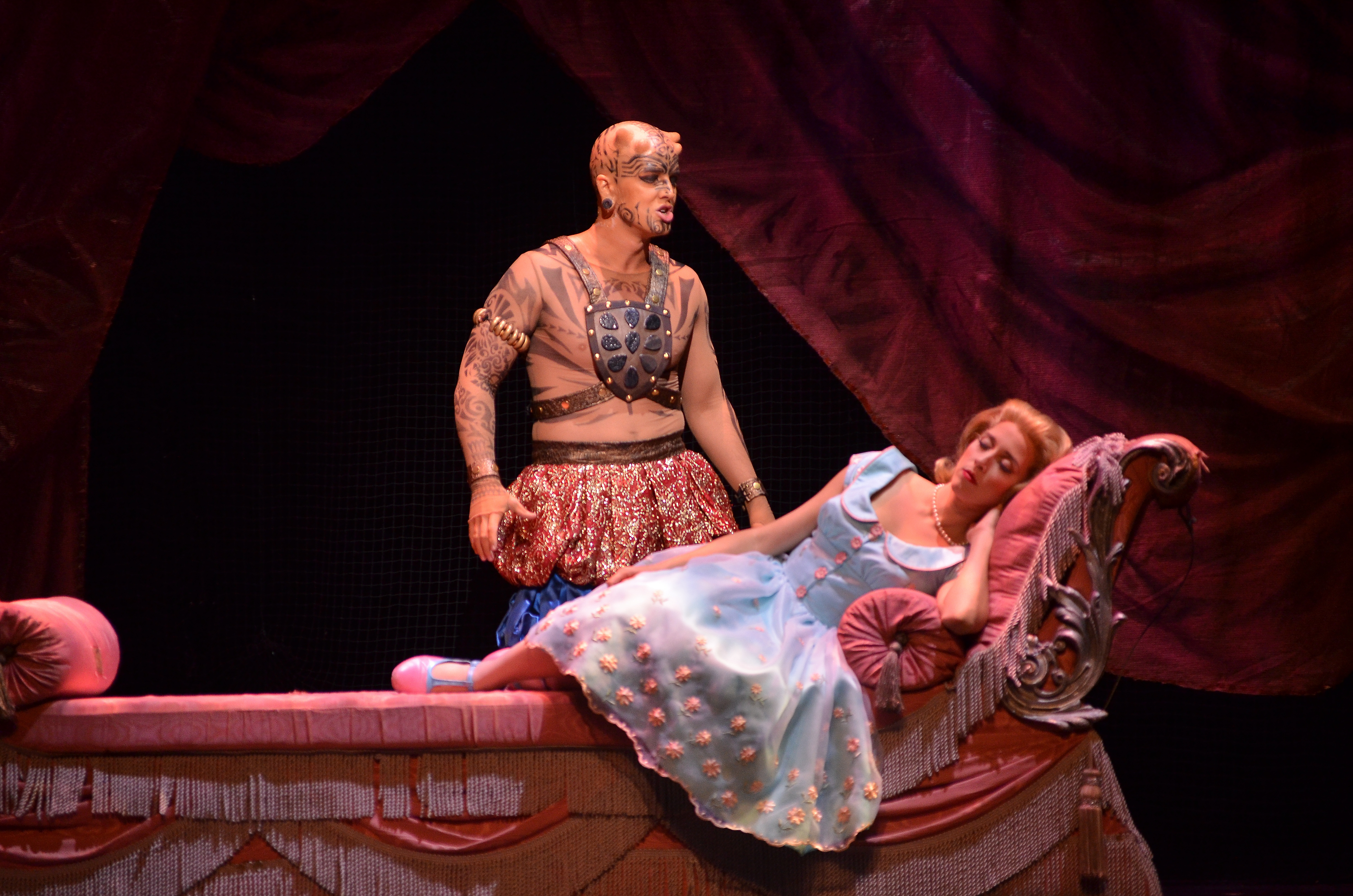
Monostatos (Matthew Maness) i Pamina (Lisette Oropesa)

Monostatos – Maur, postać fikcyjna, jeden z bohaterów dwuaktowego singspielu Wolfganga A. Mozarta z librettem w języku niemieckim autorstwa Emanuela Schikanedera Czarodziejski flet (KV 620). 
Partia ta przeznaczona jest dla operowych tenorów. Pierwszym wykonawcą roli Maura Monostatosa w czasie światowej prapremiery, która miała miejsce w Theater im Freihaus auf der Wieden w Wiedniu 30 września 1791, był Johann Joseph Nouseul.